# تلمبة مراد أذر مينا
تلمبة مراد أذر مينا (بالفارسية: تلمبه مراداذرمينا) هي منطقة سكنية تقع في فارس في إيران.